# 2010 JL88
2010 JL88は、アポロ群に属する地球近傍天体の1つである。2013年までに発見・観測された太陽系内の天体の中では最短の自転周期25秒を持っている。その後、2014 RC（16秒・不確実）あるいは2015 SV6（18秒）により記録は破られた。

## 物理的性質
2010 JL88は、自転周期が24.5862秒しかなく、それまで最短であった 2008 HJ の42.7秒を抜いて、2013年までに発見されている地球近傍天体の中で最も高速で自転する天体である。
2010年5月15日にオーストラリアのサイディング・スプリング天文台で発見された、標準等級26.779の非常に暗い天体であり、直径は約30メートル、質量は約4,500トンであると推定されている。自転周期が30秒を切る地球近傍天体としては初めて発見されたものであり、2010 JL88の後に発見・測定された 2010 WA の自転周期31秒をも上回っている。
なお、自転周期が1分より短い天体は、2012年現在で太陽系内では先述の3個しか知られていない。

## 軌道の性質
2010 JL88の公転軌道は、近日点は金星軌道にほぼ接しており、わずかに内側に入っている。遠日点は火星軌道を完全にまたいだ外側である。従って、2010 JL88は金星・地球・火星という3つの惑星の軌道を横断しており、また軌道傾斜角も小さいため、地球に衝突のリスクがある地球近傍天体であると同時に金星や火星にも衝突のリスクがある天体である。そして、かなり頻繁にこれら3個の惑星との接近がある。
発見直後の2010年5月17日6時51分 (UTC) に、地球からの距離38万5000kmと月軌道（平均距離38万4400km）のほんの少し外側にまで接近した。これほど接近したのは1930年11月5日の224万km以来であり、計算上求められている1900年から2178年の間まででは最も接近したこととなる。なお、この接近時には2010 JL88は月の方により接近しており、同日11時38分に地球との最接近距離の約半分である19万0500kmまで接近した。
2010 JL88は、2057年から2086年までの間に、18回ほど衝突のリスクがある距離まで地球に接近する。ただしいずれも、トリノスケールは0、パレルモスケールも累計で-6.85であり、少なくともこの期間は現実に地球に衝突する事はないと考えられている。仮に2010 JL88が地球に衝突した場合、衝突時の速度は18.57km/s、衝突エネルギーは広島型原爆の14.5倍に相当する0.19メガトン、800兆ジュールになると推定されている。
なお、2010 JL88の軌道計算がなされた期間内における他惑星との最接近距離は、金星については1997年2月20日の556万km、火星については2038年1月22日の548万kmとされている。
2010 JL88の公転周期は地球日では620日（1.7年）であるが、2010 JL88の自転を基準として日数計算した場合には実に218万日が経過することになる。